# Дедуейт
Дедуейт (на английски: deadweight, DWT, dwt) е величина за товароподемност на плавателен съд.
Тя е равна на сумата от масите на съда, измервана в тонове – на полезния товар (превозван от съда), горивото, маслата, техническата и питейната вода, пътниците с багажа им, екипажа и продоволствието.
Дедуейтът се различава от водоизместването. Последната величина включва и масата на празния плавателен съд. Твърде често под дедуейт се разбира максималното натоварване на кораба (отчитано до линията на Плимсол, лятно газене), но е възможно и да се има предвид и само текущото натоварване.
В търговското корабоплаване се различават чиста (нетна) товароподемност (deadweight cargo capacity, DWCC) и пълен (общ, брутен) дедуейт на съда (deadweight all tonnage, DWAT).
Нетната товароподемност представлява максималната маса на товара, която съдът може да поеме до максимално потопяване по водолинията. Може да варира в зависимост от фактическото натоварване на съда с гориво и припаси.
Брутният дедуейт е константа и включва, освен пълната маса на товара, също и сумарната маса на екипажа, мобилното оборудване и съдовите запаси (от гориво, прясна вода, храна и пр.)
Терминът „дедуейт“ се прилага само за търговски съдове, при това за чисто товарни съдове. Дедуейтът при потопяване по водолинията е показател за товароподемността на товарния съд и негова основна експлоатационна характеристика.